# Byzie
Byzie – wieś w Polsce położona w województwie kujawsko-pomorskim, w powiecie aleksandrowskim, w gminie Waganiec, nad Wisłą.
W latach 1975–1998 miejscowość administracyjnie należała do województwa włocławskiego.